# Шалтиэль, Давид
Давид Шалтиэ́ль (16 января 1903, Гамбург — 23 февраля 1969, Иерусалим) — израильский военный деятель и дипломат.

## Биография
Родился в ортодоксальной сефардской семье. Его отец был торговцем кожей. В 1923 году Шалтиэль приехал в Палестину, где работал наёмным сельскохозяйственным рабочим. В 1925 году уехал в Италию, поступил работать служащим на текстильное предприятие.

### Военная карьера
В 1926 году вступил во Французский иностранный легион, откуда демобилизовался в 1931 году в чине старшего сержанта.
В 1932 году Шалтиэль вернулся в Палестину и вступил в подпольную еврейскую военизированную организацию «Хагана». Организация направила Шатиэля в Европу закупать оружие.
В ноябре 1936 года в Германии Шалтиэля арестовали и посадили в концлагерь. Его освободили с большим трудом в результате активных действий руководства ишува и «Хаганы» в 1939 году.
В 1940 году в рамках Хаганы был создан отдел контрразведки (Ригуль негди) для противодействия проникновению в «Хагану» британских агентов. Этот отдел возглавил Шалтиэль. В 1941—1942 годах он стал начальником всей разведслужбы «Хаганы».
В 1942-45 годах Шалтиэль руководил хайфским отделом «Хаганы».
В 1946 году Шалтиэль вновь возглавил разведслужбу «Хаганы», которая к тому времени уже стала отдельной независимой разведывательной организацией «Шай». В мае 1948 года его сменил Иссер Беери.
Во время Войны за Независимость с февраля 1948 года Шалтиэль был командующим вооружёнными силами Израиля в районе Иерусалима, сыграл важную роль во время боёв за Иерусалим. Во время войны получил звание генерал-майора.

### Дипломатическая работа
С 1950 по 1966 годы находился на дипломатической службе.
- В 1950—1952 годах был израильским военным атташе во Франции, Италии, Бельгии, Нидерландах и Люксембурге.
- В 1952—1956 годах был послом Израиля в Бразилии, Венесуэле.
- В 1956—1959 годах был послом в Мексике, а в 1963—1966 годах — в Нидерландах.